# Harskirchen
Harskirchen település Franciaországban, Bas-Rhin megyében. Lakosainak száma 894 fő (2022. január 1.). Harskirchen Sarralbe, Altwiller, Bissert, Diedendorf, Hinsingen, Keskastel, Sarre-Union, Sarrewerden és Schopperten községekkel határos.

## Népesség
A település népességének változása:
| Lakosok száma | 848  | 852  | 875  | 860  | 873  | 877  | 882  | 888  | 894  |
|               | 2013 | 2015 | 2016 | 2017 | 2018 | 2019 | 2020 | 2021 | 2022 |